# Bolsjoje kosmitjeskoje putesjestvije
Bolsjoje kosmitjeskoje putesjestvije (russisk: Большое космическое путешествие, da.: Den store rumrejse) er en sovjetisk spillefilm fra 1975 produceret af Gorkij Film og instrueret af Valentin Selivanov. Filmen er rettet mod børn og unge og er baseret på Sergej Mikhalkovs skuespil De første tre, eller År 2001 ... fra 1970.
Filmen blev indspillet over to år< og havde premiere i USSR den 5. november 1975.

## Handling
Tre teenagere – Sveta Isjenova fra Bukhara, Sasja Ivanenko fra Donetsk og moskvoviten Fedja Drusjinin – har vundet Sovjetunionens Rumkonkurrence for Børn og eefter at have gennemført et særligt træningskursus, skal de som de første børn nogensinde på en rummission med rumfartøjet Astra. Under flyvningen bliver den eneste voksne på rumfartøjet, kaptajn Kalinovskij, syg og må isoleres.
Der opstår hurtigt en række nødsituationer, der tvinger de unge kosmonauter til at træffe selvstændige og vanskelige beslutninger. Børnene lykkes med at styre skibet på vej, men opdager så, at Astra er en underjordisk simulator, og ekspeditionen "De første tre", aldrig har forladt Jorden, men alene er et psykologisk eksperiment for at vurdere mulighederne for at børn deltager i rigtig rumflyvning. 
På trods af at den "store rumrejse" viser sig blot at være en træningssession, bliver alle tre børn hyldet som rigtige rumhelte, da de kommer op til overfladen ved hovedindgangen til rumfartscentret.

## Medvirkende
- Ljudmila Berlinskaja — Sveta Isjenova
- Sergej Obrazov — Fedja Druzjinin
- Igor Sakharov — Sasja Ivanenko
- Ljusjena Ovtjinnikova
- Pavel Ivanov — Jegor Kalinovskij